# Collonil

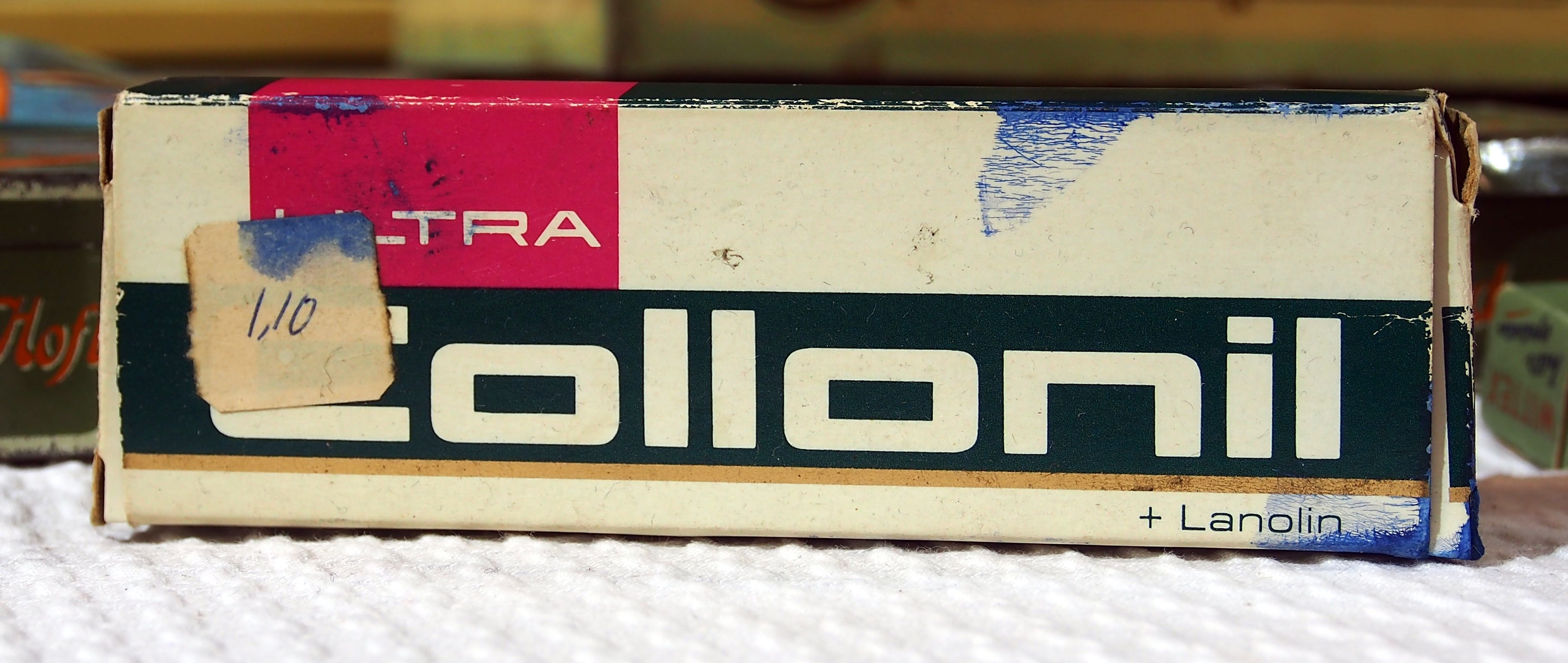
Ultra Collonil mit dem aktuellen Firmenlogo

Collonil ist ein Markenname für Schuh- und Autopflegemittel, der von dem Unternehmen Salzenbrodt GmbH & Co. KG genutzt wird. Dieses Unternehmen wurde 1909 von einem Redakteur und zwei Kaufleuten in Berlin gegründet. Ein bekannter Werbeslogan lautet „Schuhe wollen Collonil“.

## Geschichte
Der luxemburgische Zeitungsredakteur Karl Esslen, der einige Semester Medizin in Paris studiert hatte und bei seinem Vater in einer Zeitungsredaktion arbeitete, gab diese Tätigkeit bald auf und machte sich Anfang des 20. Jahrhunderts als Generalvertreter für den schwedischen Lederöl-Hersteller Olsen selbstständig. Er füllte das von Olsen bezogene Öl, das für die Pflege der Transmissionsriemen größerer Maschinen und später zum Imprägnieren der Seile von Luftschiffen eingesetzt wurde, in Flaschen ab und vertrieb es in Deutschland. Zum weiteren Ausbau des Unternehmens nahm Esslen die Brüder Paul und Walter Salzenbrodt als Teilhaber auf. Der Umsatz war aber nicht zufriedenstellend, sodass die drei neue Kundschaft in Schuhträgern suchten und fanden. Dazu entwickelten sie aus Öl und südamerikanischem Baumharz eine eigene Schuhcreme und eröffneten 1909 in Berlin-Kreuzberg eine kleine Produktionsstätte in zwei gemieteten Räumen im Hinterhof des Hauses Köpenicker Straße 9. Zunächst galt das Unternehmen als Filiale von Olsen: „Die Collan Oelfabriken in Stockholm errichteten hier eine Filiale in der Köpenickerstr. 9a, die unter Leitung des Herrn Carl Eßlen steht“. Die Nachfrage stieg so schnell und stark, dass Esslen und die Salzenbrodts zunächst in der Umgebung nach Erweiterungsmöglichkeiten suchten; im Jahr 1912 entstanden auf dem Grundstück Schlesische Straße 12 in Berlin-Kreuzberg die ersten Fabrikgebäude. Ab 1914 firmierte das Unternehmen als Salzenbrodt & Co. KG, die Brüder Salzenbrodt waren als Geschäftsführer tätig. Die Erzeugnisse bekamen nun den Namen Collonil. Das Wort nimmt Bezug auf das französische Verb „coller“ (kleben) und damit auf die klebrige Konsistenz des zähflüssigen Pflegemittels hinweisen. Das Unternehmen ließ sich den Namen im Mai 1914 rechtlich schützen.
Im Ersten Weltkrieg wurden Paul und Walter Salzenbrodt zum Kriegsdienst in die deutsche Armee einberufen. Karl Esslen konnte wegen seiner luxemburgischen Staatsangehörigkeit die Herstellung und den Vertrieb des Lederpflegemittels gewinnbringend weiterführen. In einer Veröffentlichung zur Unternehmensgeschichte heißt es wörtlich: „Der erhöhte Bedarf wasserabweisender Pflegemittel für Soldatenstiefel tat den Umsätzen gut.“ Die Brüder Paul und Walter Salzenbrodt überstanden den Kriegsdienst und kehrten anschließend in das Unternehmen zurück. Es bekam nun die Rechtsform einer Gesellschaft mit beschränkter Haftung (GmbH). Die Verantwortungsbereiche der drei Inhaber waren klar abgegrenzt: Karl Esslen war für den Rohstoffeinkauf zuständig, Paul Salzenbrodt war der technische Leiter und Walter Salzenbrodt der kaufmännische Leiter.
Das Unternehmen brachte eine Serie Schuhpflege für höchste Ansprüche heraus: Edelcreme, Lackleder-Pflege, Wildleder-Dressing und einen Rau(h)leder-Stift. Wieder stieg die Nachfrage, die Fabrik in Berlin wurde bald zu klein und so wich man ins brandenburgische Mühlenbeck aus, wo 1921 eine neu erbaute größere Produktionsstätte in Betrieb genommen werden konnte. Das Sortiment wurde auch stetig erweitert und neuen Erfordernissen angepasst. Mit großem Erfolg verkaufte sich das Leder-Glanz-Fett, mit dem die Nachteile des Imprägnierens und des dadurch fehlenden Glanzes beseitigt wurden.

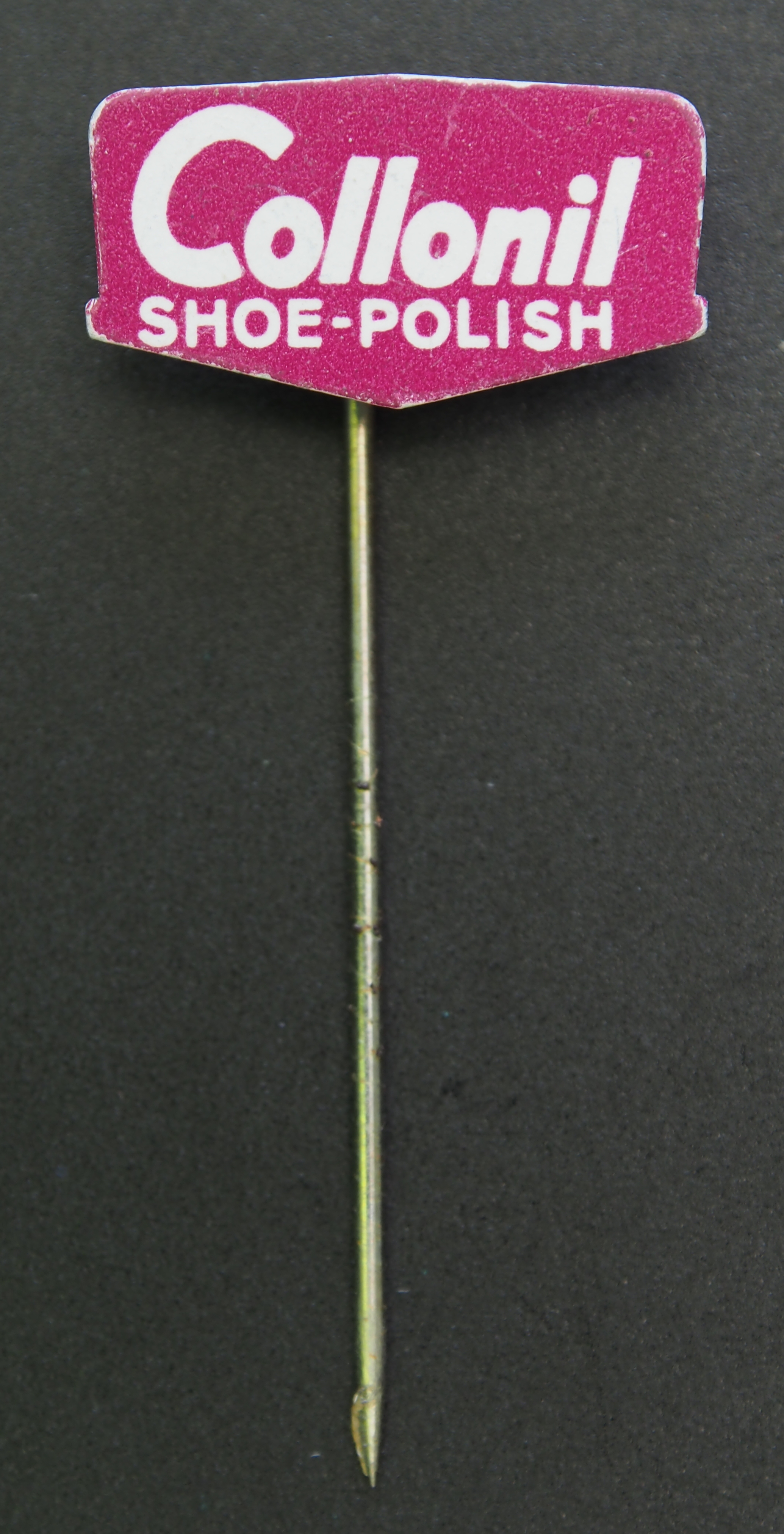
Collonil-Werbung mit altem Schriftzug, in den Niederlanden eingesetzt

Steigende Produktionszahlen führten zu einem florierenden Geschäft, auf das die politischen Änderungen keinen nachweisbaren Einfluss hatten. Einschneidend waren hingegen der plötzliche Tod von Karl Esslen im Jahr 1930 und von Paul Salzenbrodt im Jahr 1935. Der verbliebene Inhaber Walter Salzenbrodt schaffte es jedoch allein, das Unternehmen über die Zeit des Nationalsozialismus und den Zweiten Weltkrieg hinweg weiterzuführen. Hilfreich war hier auch die Markteinführung neuer Pflegemittel für Leder-Oberbekleidung. Aus der NS-Zeit sind Werbeanzeigen in NS-nahen Zeitschriften wie NS-Frauen-Warte, Wille und Macht, Führerorgan der nationalsozialistischen Jugend, Das Junge Deutschland, amtliches Organ des Jugendführers des Deutschen Reichs oder Der Pimpf, nationalsozialistische Jugendblätter überliefert. Ab 1930 unterhielt das Unternehmen in Wien (Holochergasse 34a) ein Zweigwerk, das unter anderem kosmetische Artikel vertrieb.

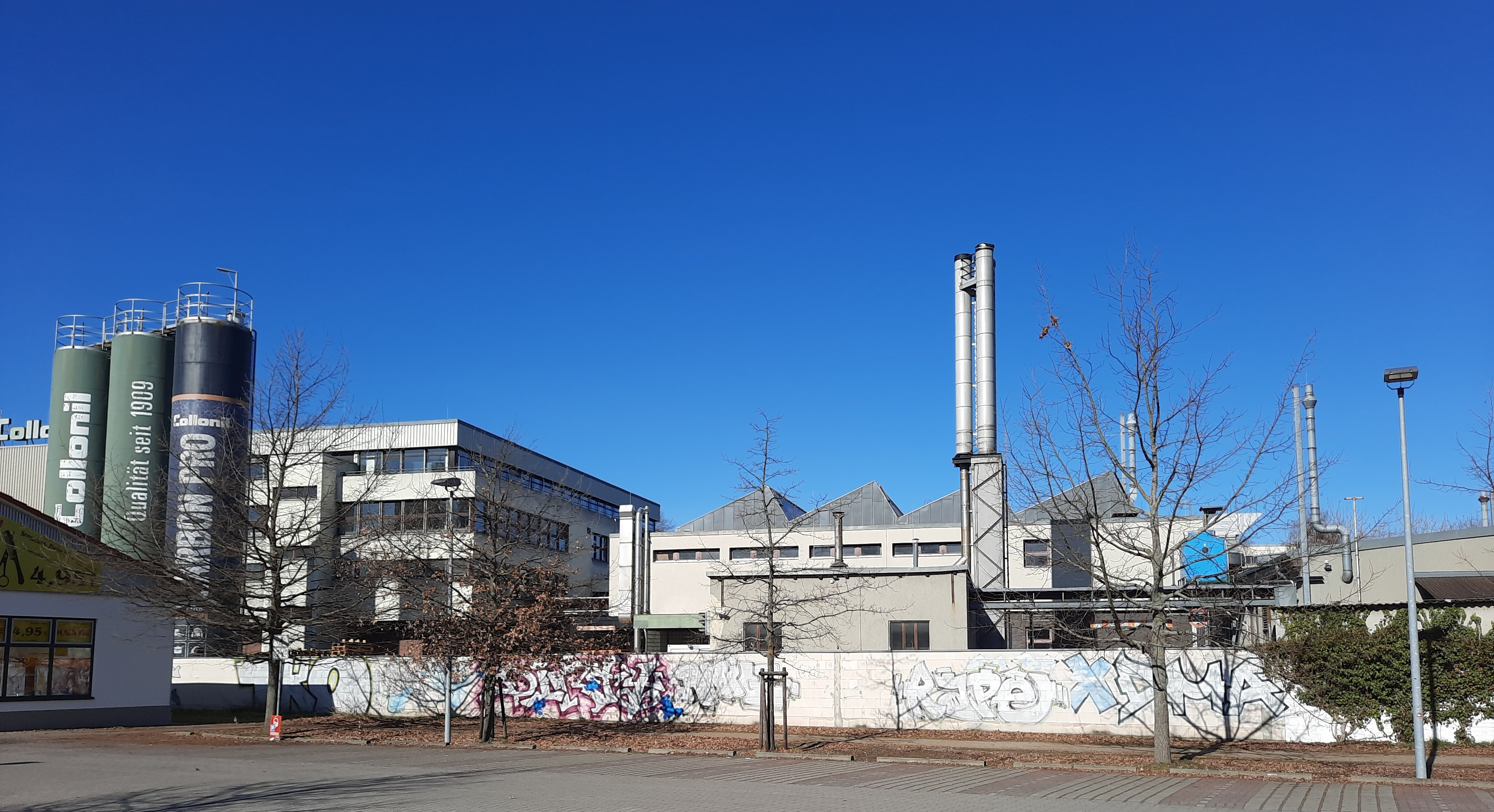
Fabrik in Berlin-Wittenau

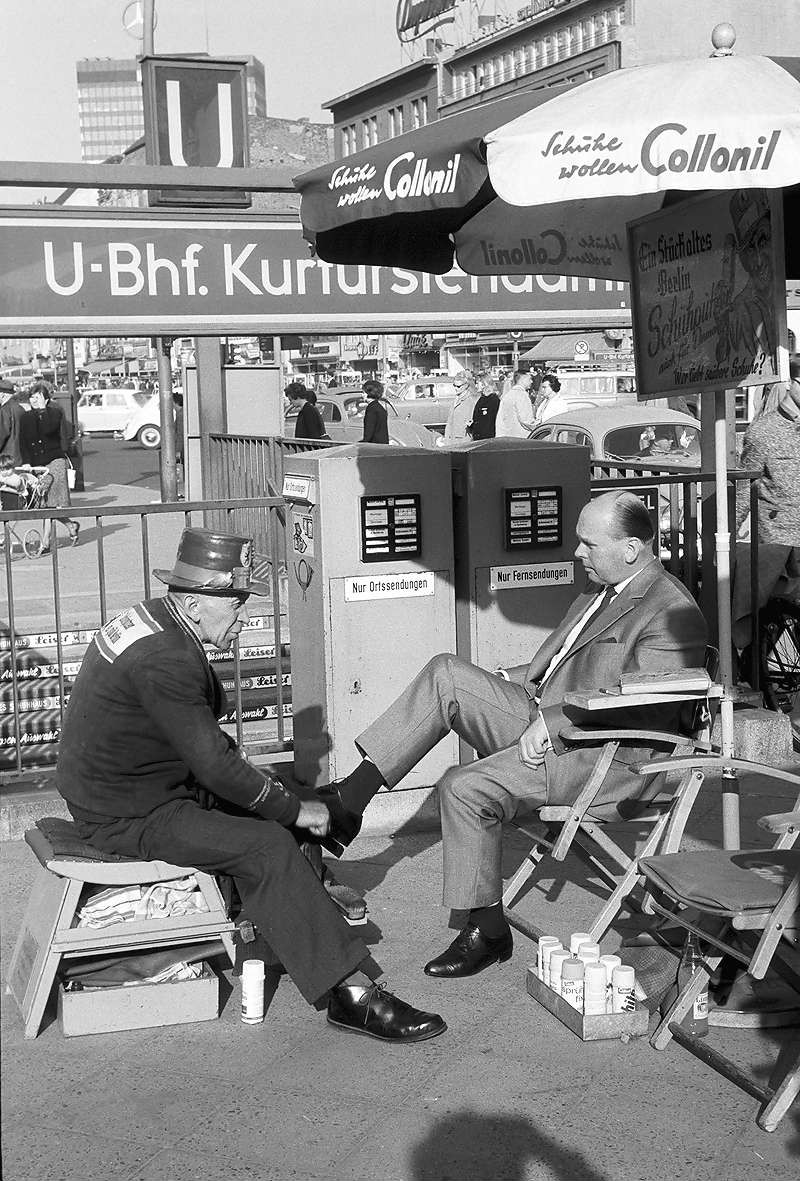
Schuhputzer 1965 am Kurfürstendamm mit Werbung für Collonil

Nach dem Zweiten Weltkrieg lag Mühlenbeck in der sowjetischen Besatzungszone, die dortige Fabrik wurde enteignet. Walter Salzenbrodt gründete im Jahr 1947 in Schildow bei Berlin die Kosmetikfabrik WaSalCo (Walter Salzenbrodt & Co.). Im Rahmen der Verstaatlichung von Betrieben in der DDR wurde auch WaSalco 1953 enteignet, die Produktionsstätte hieß fortan VEB Gerdeen.
Walter Salzenbrodt setzte sich im Jahr 1948 samt seiner Familie wegen der Enteignungen nach West-Berlin ab, das von den westlichen Alliierten verwaltet wurde. Im Norden Berlins, Eichborndamm 103 in Berlin-Borsigwalde, fanden Walter Salzenbrodt und seine Familie gute Bedingungen für einen Neuanfang und stellten ab zirka 1953 nun als Familienunternehmen wieder Collonil-Schuhpflegemittel her. Dank des beginnenden Wirtschaftswunders stieg auch der Bedarf an hochwertigen Schuhen und damit an guten Pflegemitteln. Das steigerte den Gewinn im westdeutschen Markt, außerdem konnten Collonil-Mittel auch nach Frankreich, Dänemark und in die Niederlande exportiert werden. Weil der Nutzungsvertrag für das Werksgelände in Borsigwalde zeitlich begrenzt war, musste ein neuer Standort gefunden werden. So wurde in Berlin-Wittenau in den 1950er Jahren noch einmal ein neues Werk aufgebaut. In dieser Zeit übergab Walter Salzenbrodt die Unternehmensleitung an seinen Sohn Rolf und dessen Cousin Hans Salzenbrodt (Sohn von Paul Salzenbrodt). Nachdem Hans Salzenbrodt einen schweren Schlaganfall erlitten hatte, entschied man sich, neben Rolf Salzenbrodt auch seinen Sohn Michael Salzenbrodt ins Unternehmen zu holen sowie 1986 Herrn Gert Thurner, der 1999 aus dem Unternehmen ausschied. Rolf Salzenbrodt war bis 1996 noch beratend tätig. Nach dem plötzlichen Tod von Michael Salzenbrodt im Jahr 1997 wurde Herr Frank Becker als Geschäftsführer eingesetzt. Ihm gelang ab 1998 die Sanierung durch Modernisierung der Produktionsanlagen, Einführung zeitgemäßer Produkte und der Erschließung neuer Absatzmärkte in Australien, Asien und den Arabischen Emiraten. Zwischen 1998 und 2018 stieg so der Exportanteil von 50 auf 65 Prozent; das Unternehmen exportiert seine Erzeugnisse bis heute in über 80 Länder weltweit.
Einige Jahre nach der Wiedervereinigung erhielt die Collonil – Salzenbrodt GmbH & Co. KG den Grundbesitz in Mühlenbeck zurück und errichtete dort bis 2013 ein Logistikzentrum.
In Europa gründete sich im Jahr 1930 die erste ausländische Niederlassung in Wien, 1971 bzw. 1972 eröffneten weitere Niederlassungen in Frankreich (Collonil France) und Dänemark (Collonil Danmark).

## Produkte (Auswahl)
- Schuhcremes in Dosen
- Lederöl
- Lederfett
- Glanz-Fett

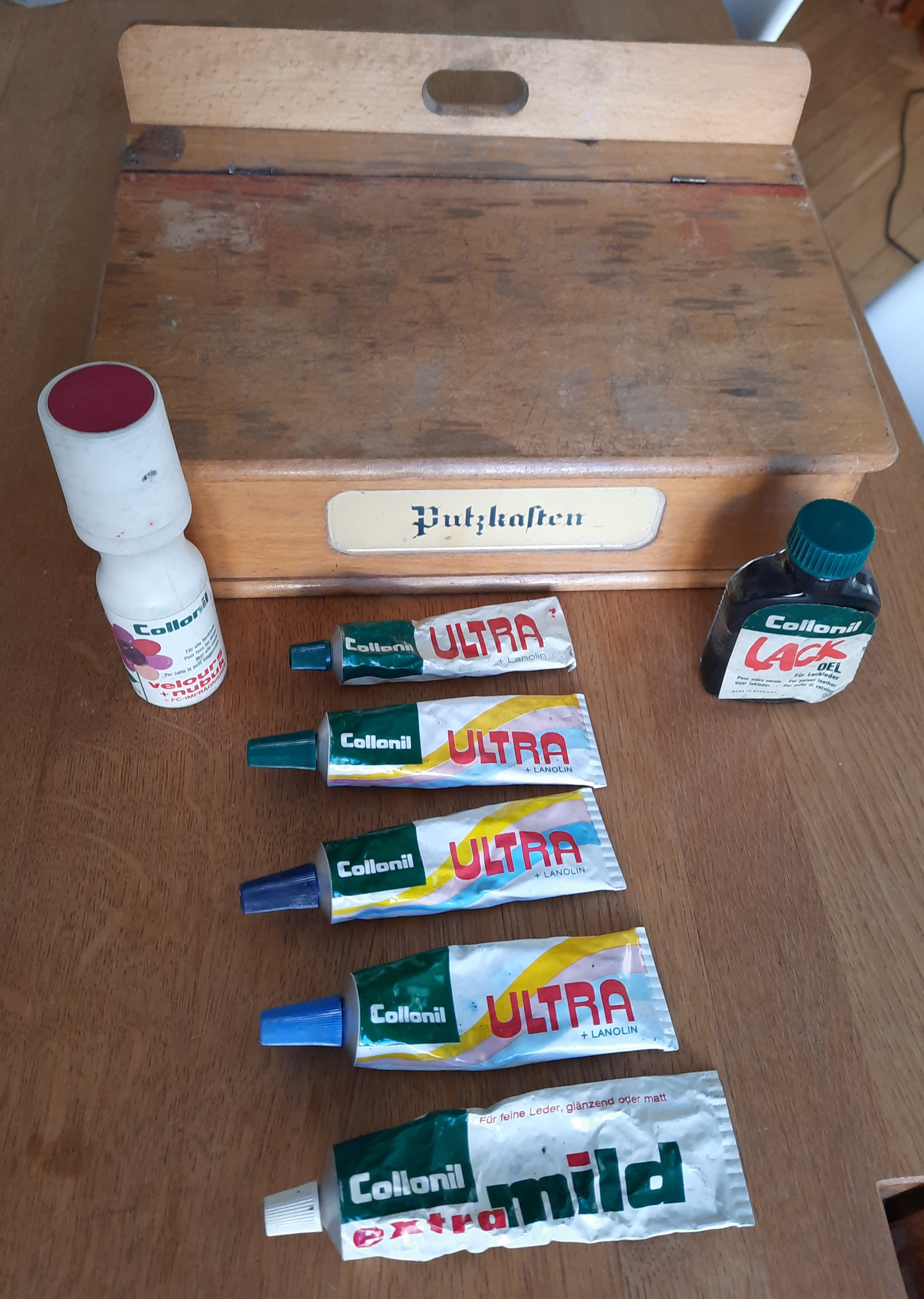
Schuhputzkasten mit verschiedenen Collonil-Produkten

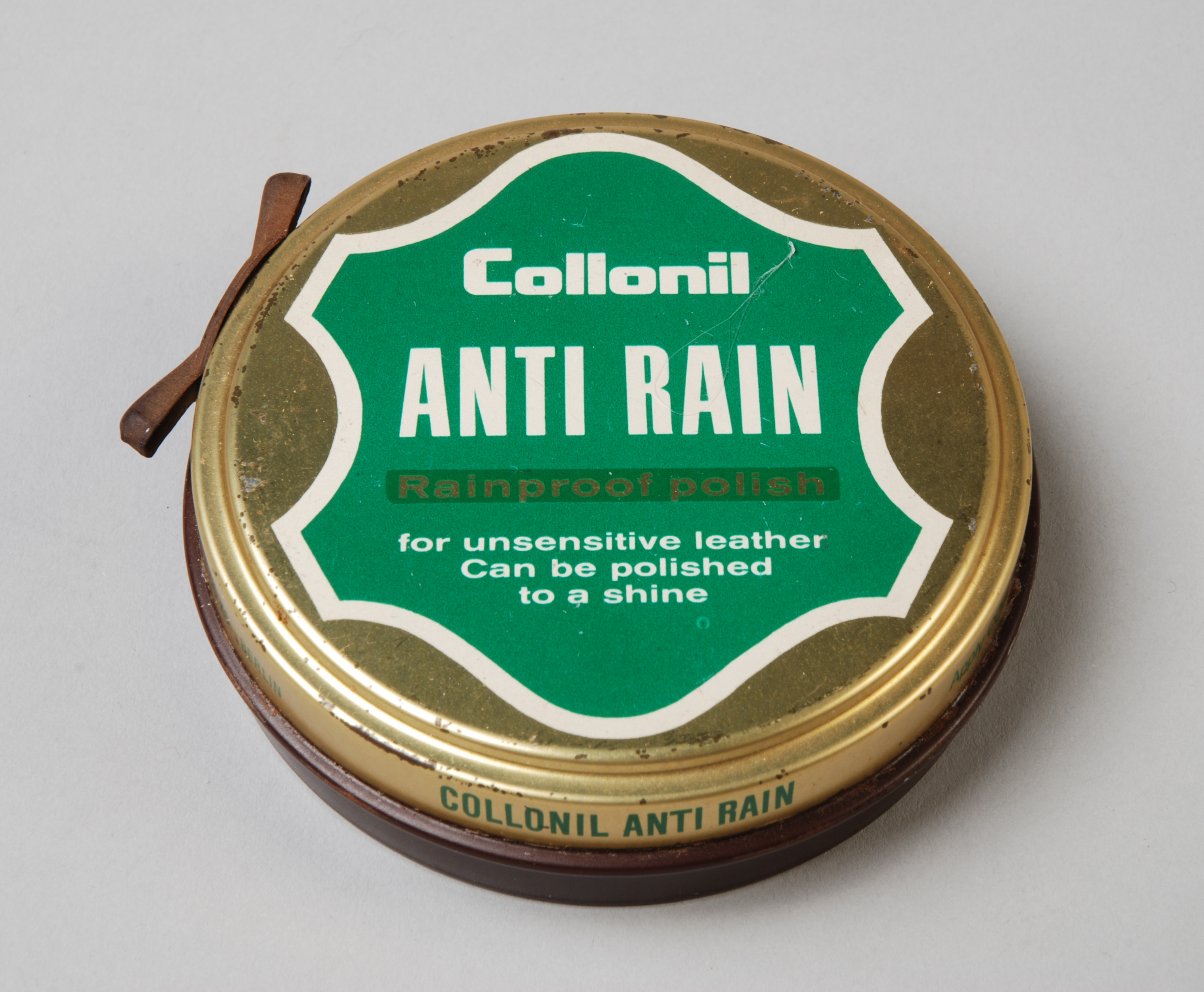
Wasserabweisendes Lederpflegemittel

- Sport-Wax für Bergsteiger- und Wintersportschuhe (ab den 1960er Jahren)[7]
- Aerosole, die anstelle von Cremes ohne Mühe lückenlosen Schutz schaffen, der auf dem Leder unsichtbar bleibt (späte 1960er Jahre)[14]
- Selbstglanz mit dem von Collonil selbst entwickelten Schwammaufträger (in den 1970er Jahren)
- Luftdruck-Sprays zum Ersatz der mit FCKW gefüllten Spraydosen (ab den späten 1980er Jahren)
- Komplette Sets
- Collonil Car Care: Pflegemittel für Autozubehör
- Collonil Carbon Lab: Pflegemittel für Sneaker: ein atmungsaktives wasser- und schmutzabweisendes Carbonschutz-Spray, das aber Feuchtigkeit und Wärme nach außen dringen lässt (ab den 1990er Jahren)[14]
- Collonil Ped: Unter der Serienbezeichnung produziert das Unternehmen im 21. Jahrhundert – nach Firmenübernahmen – Fußzubehör wie Einlegesohlen, Gelpolster, Fersenkissen, Schuhspanner und anderes wie Bürsten und Tücher.
- Virus Stop: Im Zusammenhang mit der COVID-19-Pandemie im Frühjahr 2020 entwickelte das Unternehmen ein Desinfektions-Pumpspray und produziert es seither.[5]
- Collonil Carbon MaxX – die perfekte Sneaker-Linie